# Вилијам О. Даглас
Вилијам Орвил Даглас (енгл. William Orville Douglas, Општина Мејн, Минесота, САД, 16. новембар 1898 — Вашингтон, 19. јануар 1980) је био амерички правник и политичар који је служио као придружени судија Врховног суда Сједињених Америчких Држава. Именовао га је председник Френклин Д. Рузвелт 1939, након повлачења Луиса Брандиса, а његово именовање је потврђено у Сенату гласовима 62 сенатора, док их је 4 гласало против.
Дагласов мандат од 36 година и 209 дана је најдужи у историји Врховног суда. Даглас такође држи рекорд по броју написаних мишљења и несагласних мишљења, по броју одржаних говора, а написао је и више књига него било који други судија у историји Суда.
Дагласов стил је био необичан у томе што он није покушавао да тражи оправдања за своје судијске ставове у текстовима, историји, или преседанима. Уместо тога, Даглас је био познат по писању кратких, језгровитих мишљења која су се ослањала на филозофске спознаје и запажања из актуелне политике и књижевности.
Даглас је веровао да улога Суда „није неутрална“. „Устав није неутралан, написан је да скине власт са леђа народа...“
Даглас је током мандата у Суду постао познат као велики заговорник права из првог амандмана. Са судијом Хугом Блеком, Даглас се залагао за дословно тумачење одредбе из првог амандмана да „Конгрес не може доносити никакав закон који ограничава слободу говора или штампе“. Написао је пресуду у предмету Терминело против Града Чикага из 1949, у којој је укинута осуђујућа пресуда једном католичком свештенику који је наводно изазвао „повреду мира“ давањем антисемитских коментара током јавног говора. Даглас је, заједно са Блеком, гласао против пресуде Суда у предмету Денис против Сједињених Америчких Држава, у којој је Суд потврдио осуђујућу пресуду вођи америчке Комунистичке партије.
Даглас је временом постао водећи заговорник индивидуалних права. Често је у својим мишљењима изражавао забринутост због присилног конформизма са „естаблишментом“. На пример, Даглас је написао већинско мишљење у предмету Грисволд против Конектиката, у којем је пронашао „право на приватност“ у првих осам амандмана Повеље о правима. Ово је било превише чак и за његовог старог савезника Хуга Блека, који је гласао против те пресуде.
Повукао се из Суда 12. новембра 1975, а Џералд Форд је на његово место именовао Џона Пола Стивенса. Умро је 19. јануара 1980, а сахрањен је на Националном гробљу Арлингтон.